# عبد المنعم عبد الرحمن
عبد المنعم عبد الرحمن (بالإنجليزية: Abdulmuniem Abdulrahman) ممثل مصري من مواليد 3 أغسطس 1925. بدأ نشاطه الفني في النصف الأول من الخمسينيات وأدى أدوارا ثانوية في أفلام السينما غالباً في أدوار القهوجي والكمساري والموظف والجرسون وفي نهاية الستينيات اتجه للعمل في مسلسلات التليفزيون، وكانت أخر أعماله مسلسل «بيت الجمالية» للمخرج توفيق حمزة عام 1996.
توفي عبد المنعم عبد الرحمن في 13 يوليو 1996 عن عمر يناهز 71 سنة ورصيده من الأعمال الفنية في السينما والتلفزيون 154 عملاً يتضمن مسرحية واحدة هي «ثلاث جميلات والحب» للمخرج رشاد عثمان.    

## أهم أعماله
فيلم «عنتر يغزو الصحراء» للمخرج نيازي مصطفى، عام 1960
فيلم «الليلة الأخيرة» للمخرج كمال الشيخ، عام 1963
فيلم «الكداب» للمخرج صلاح أبو سيف، عام 1975
مسلسل «حكايات هو وهي» للمخرج يحيى العلمي، عام 1985
مسلسل «حواء والتفاحة» للمخرج مجدي أبو عميرة، عام 1996

## وصلات خارجية
- عبد المنعم عبد الرحمن على موقع IMDb (الإنجليزية)
- عبد المنعم عبد الرحمن على موقع الدهليز
- عبد المنعم عبد الرحمن على موقع قاعدة بيانات الأفلام العربية
- عبد المنعم عبد الرحمن على الدهليز
- عبد المنعم عبد الرحمن على كاروهات